# Торговля льдом

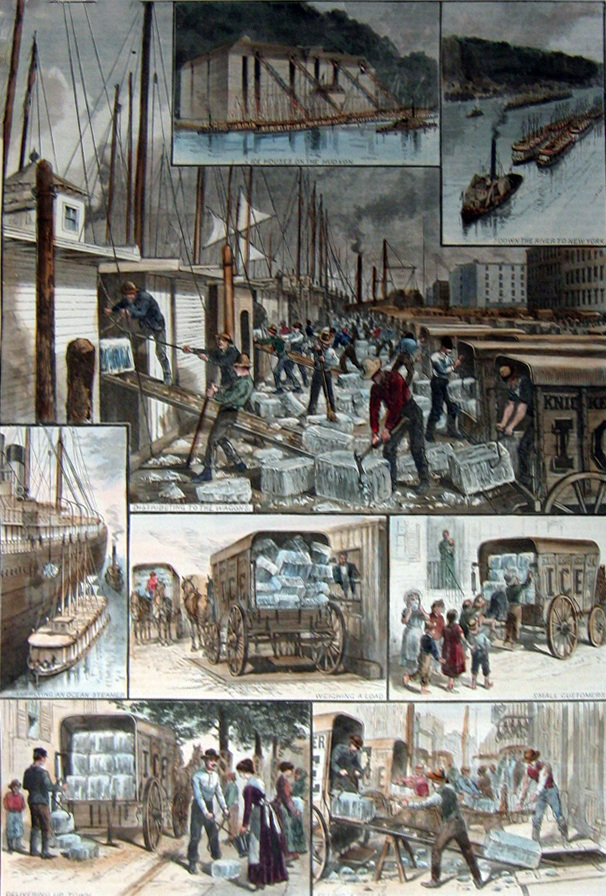
Торговля льдом в Нью-Йорке XIX века; сверху вниз: ледники на реке Гудзон; ледовые баржи на буксире в Нью-Йорке; баржи разгружаются; океанский пароход со льдом подходит; лёд взвешивают; маленьким детям продают лёд; продажа льда в верхней части города более богатым клиентам; ледник заполняется льдом. Рисунок Ф. Рэя в Harper Weekly, 30 августа 1884 года.

Торговля льдом — отрасль мирового хозяйства, существовавшая в XIX веке, с центром на восточном побережье Соединённых Штатов и в Норвегии, включающая масштабный сбор, транспортировку и реализацию природного льда для внутреннего потребления и в коммерческих целях. Лёд собирался с поверхности прудов и ручьёв, после чего хранился в ледниках, а затем направлялся на кораблях, баржах или поездах до мест назначения по всему миру. Сети торговли, как правило, использовались для распространения продукта среди домохозяйств и небольших коммерческих организаций. Торговля льдом произвела революцию в американской мясной, овощной и фруктовой промышленностях, вызвав значительный рост рыбной промышленности, и способствовала появлению ряда новых напитков и продуктов питания.
Торговля льдом впервые была начата предпринимателем из Новой Англии Фредериком Тюдором в 1806 году. Тюдор начал поставлять лёд на принадлежавший Франции остров Мартиника в Карибском море, надеясь продавать его там богатым представителям европейской элиты, используя для хранения льда ледник, который он выстроил специально для этой цели. В ближайшие последующие годы товарооборот льда был расширен им до Кубы и южной части Соединённых Штатов, а к деятельности Тюдора в добыче и доставке льда из Новой Англии присоединились и другие торговцы. В течение 1830-х и 1840-х годов торговля льдом существенно расширилась — его стали поставлять в Англию, Индию, Южную Америку, Китай и Австралию. Тюдор разбогател благодаря торговле льдом с Индией, в то время как некоторые марки, связанные с отраслью, такие как Wenham Ice, стали известны в Лондоне.
Торговля льдом, тем не менее, начала сосредотачиваться на поставках льда в растущие города на восточном побережье США и для нужд предприятий по всему Среднему Западу Америки. Граждане Нью-Йорка и Филадельфии становились крупнейшими потребителями льда во время долгих жарких летних периодов, и для удовлетворения их спроса дополнительное количество льда добывалось из реки Гудзон и в Мэне. Лёд начал использоваться в рефрижераторных вагонах на железных дорогах, что позволило мясопромышленникам районов Чикаго и Цинциннати производить убой крупного рогатого скота на месте, отправляя затем упакованное мясо на восток либо реализуя его на внутренних или зарубежных рынках. Применение рефрижераторных автомобилей и кораблей позволило создать национальную овощную и фруктовую промышленность, тогда как раньше данные продукты потреблялись только на месте. Американские и британские рыбаки начали сохранять с помощью льда свои уловы, что позволило увеличить продолжительность рейсов и объёмы самих уловов, а пивоваренная промышленность начала функционировать в течение всего года. После того как американский экспорт льда уменьшился после 1870 года, крупным игроком на международном рынке льда стала Норвегия, поставляя большое количество льда в Англию и Германию.
На своём пике в конце XIX века в торговле льдом в США были заняты, по некоторым оценкам, 90 000 человек, а капитализация отрасли достигала 28 миллионов долларов (660 миллионов долларов по курсу 2010 года), будучи способной с помощью ледников хранить до 250 000 тонн льда в каждом из них; Норвегия экспортировала миллион тонн льда в год, опираясь на сеть искусственных озёр. Однако постепенно у торговли льдом появилась конкуренция в виде фабрик, производивших искусственный лёд и способных осуществлять механическое охлаждение. Первоначально ненадёжные и дорогостоящие, фабрики по производству льда вскоре начали успешно конкурировать с натуральным льдом в Австралии и Индии в течение 1850-х и 1870-х годов соответственно, пока с началом Первой мировой войны в 1914 году в США на фабриках искусственного льда стало производиться больше льда, чем собиралось натурального. Несмотря на временное увеличение производства в США во время войны, в межвоенный период произошёл полный крах торговли льдом во всём мире. Сегодня натуральный лед иногда собирают для ледовых скульптур и ледовых фестивалей, но от промышленной сети ледников и специальных транспортных средств, существовавшей в XIX веке, практически ничего не осталось.

## История

### Методы предшествующие XIX веку

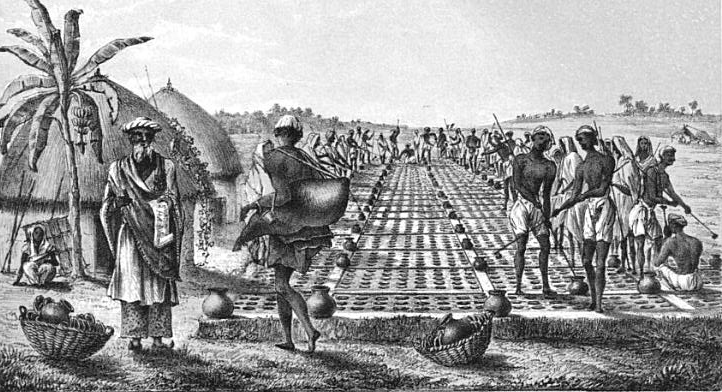
Мануфактура по производству льда в Аллахабаде. Лёд извлекается из форм, предварительно залитых водой и замороженных, 1828 год

До возникновения глобальной индустрии по продаже льда в XIX столетии, традиция заготовки и сохранения льда летом существовала многие годы в разных частях света, но не была настолько массовой. В странах Средиземноморского региона и Южной Америки многие десятилетия существовала практика доставки в города льда и снега с вершин Альп и Анд Подобная практика существовала в Мексике в колониальный период. Потребности столичного Санкт-Петербурга во льде в летний период покрывались за счёт сбора льда на Неве в зимние месяцы. Состоятельные европейцы строили ледники начиная с XVI века.

### Начало торговли льдом, 1800-30

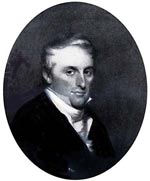
— основатель торговли льдом, как глобального бизнеса

Торговля льдом в крупных масштабах началась с 1806 года благодаря усилиям американского коммерсанта Фредериком Тюдором, выходца из Новой Англии. В Новой Англии лёд был весьма дорогим продуктом, доступным только богатым слоям населения, как правило, обладавшими собственными ледниками. Быстрорастущая экономика Нью-Йорка создала также спрос на лёд, который соответственно начали поставлять в город фермеры Некоторые торговые суда иногда доставляли лёд в Нью-Йорк и Филадельфию. Далее лёд шёл в южные штаты, в частности в Чарльзстон. Лёд в таких кораблях укладывался вместо балласта.
План Тюдора заключался в поставках льда как престижного и дорогостоящего товара, предназначенного для состоятельных слоёв общества, живущих в Вест-Индии и в южных штатах США. Лёд должен был сделать более комфортабельными условия жизни и досуга в климатических зонах со столь знойным и изнуряющим жарким летом. Понимая, что не он один мог занять эту экономическую нишу, Тюдор рассчитывал приобрести монопольные права на новых рынках сбыта, что позволило бы ему удержать высокие цены и получать большую прибыль. Тюдор начал пытаться монополизировать зарождающуюся торговлю на Карибах, его инвестиции пошли в создание торгового флота бригантин, которые доставляли лёд от хозяйств в окрестностях Бостона. Новый бизнес, в который начал вкладываться Тюдор, был расценен торговым сообществом в лучшем случае чудачеством, в худшем случае глупостью.

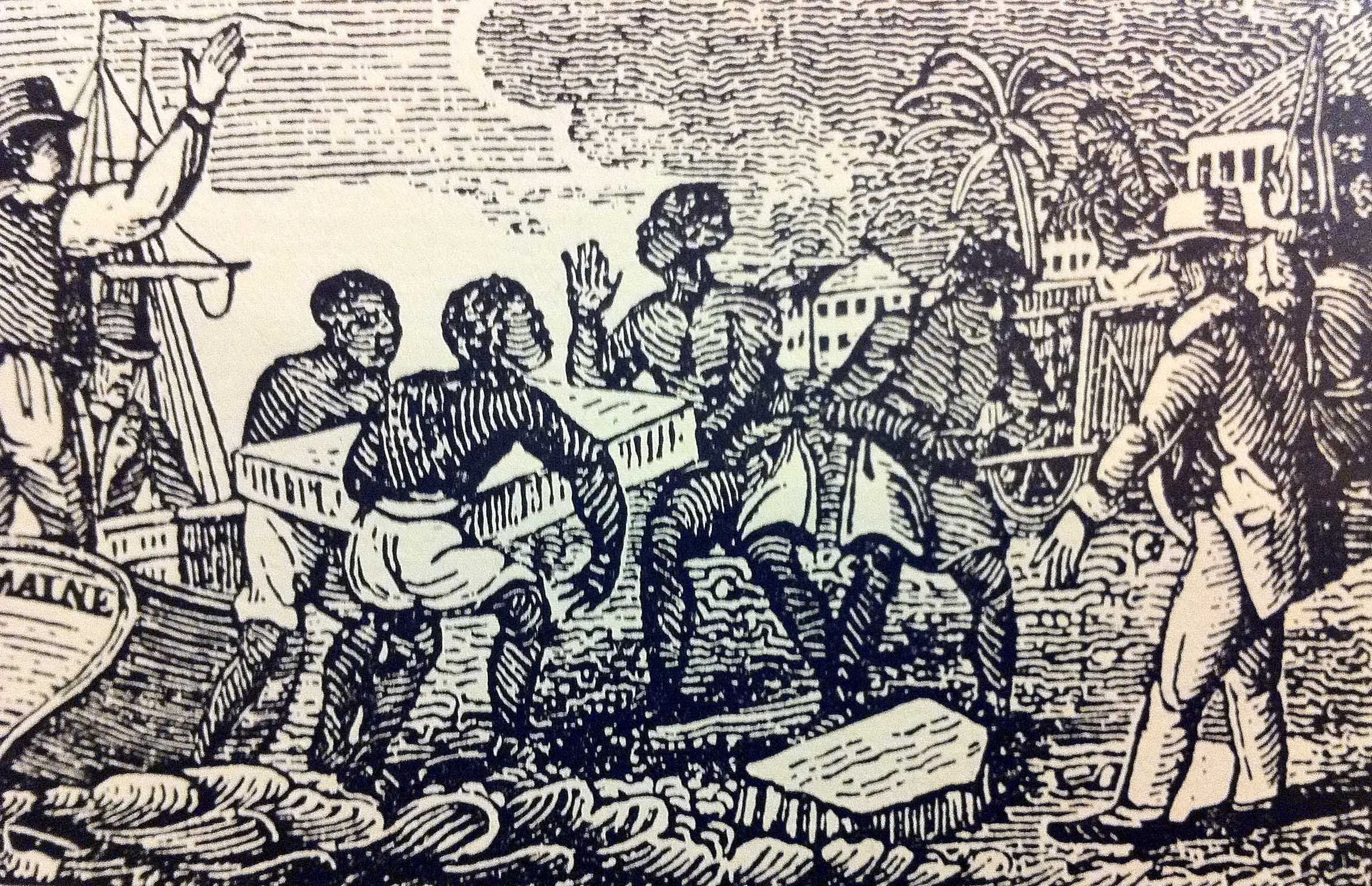
Рабы на Кубе разгружают лёд, 1832 год

Первая поставка льда состоялась в 1806 году, когда Тюдор отправил пробную партию льда, собранного в его фамильном поместье в Роквуде, штат Мэн, на карибский остров Мартиника. Пробная партия оказалась во многом потерянной, потому что Тьюдор не рассчитал с запасом ледников на острове. Тьюдор извлек из этого урок построив крупное льдохранилище в кубинской Гаване, и несмотря на американское эмбарго Джефферсона, объявленное в 1807 году, вёл успешную торговлю до 1810 года. Коммерсанту не удалось заполучить монопольные права на импорт льда на Кубу, однако ему удавалось по факту почти монопольно контролировать этот рынок благодаря единоличному контролю над хранилищами льда на острове. Война 1812 года ударила по новому бизнесу. Но уже через несколько лет Тюдор вернул недополученную прибыль, начав экспорт кубинских фруктов на своих кораблях, сохраняя их длительное время благодаря их хранению вместе с недораспроданным льдом Торговля льдом в Чарльстоне и Саванне (штат Джорджия) продолжалась, но конкуренты Тюдора начали снабжать Южную Каролину и Джорджию судами из Нью-Йорка и баржами со льдом, спущенными по рекам из Кентукки.
Цена на импортированный лёд зависела от экономической конкуренции. Так, в Гаване Тюдор продавал лёд по цене 25 центов за фунт ($3,7 в ценах 2012 года); в это же время в Джорджии за фунт льда платили от 6 до 8 центов ($0,9-$1,2 в ценах 2010 года). Тюдор, обладая сильными позициями на рынке торговли льдом, мог позволить демпинговые цены для устранения конкурентов, и время от времени торговал в убыток, доводя цену до 1 цента ($0,2 в ценах 2010 года) за фунт, разоряя тем самым более слабых торговцев. После устранения конкурентов Тьюдор возвращал прежние цены. К середине 20-х годов XIX столетия ежегодно около 3000 тонн льда доставлялось из Бостона потребителям. Две трети из этого объёма принадлежали Тьюдору.

### Глобализация торговли льдом, 1830-50 годы

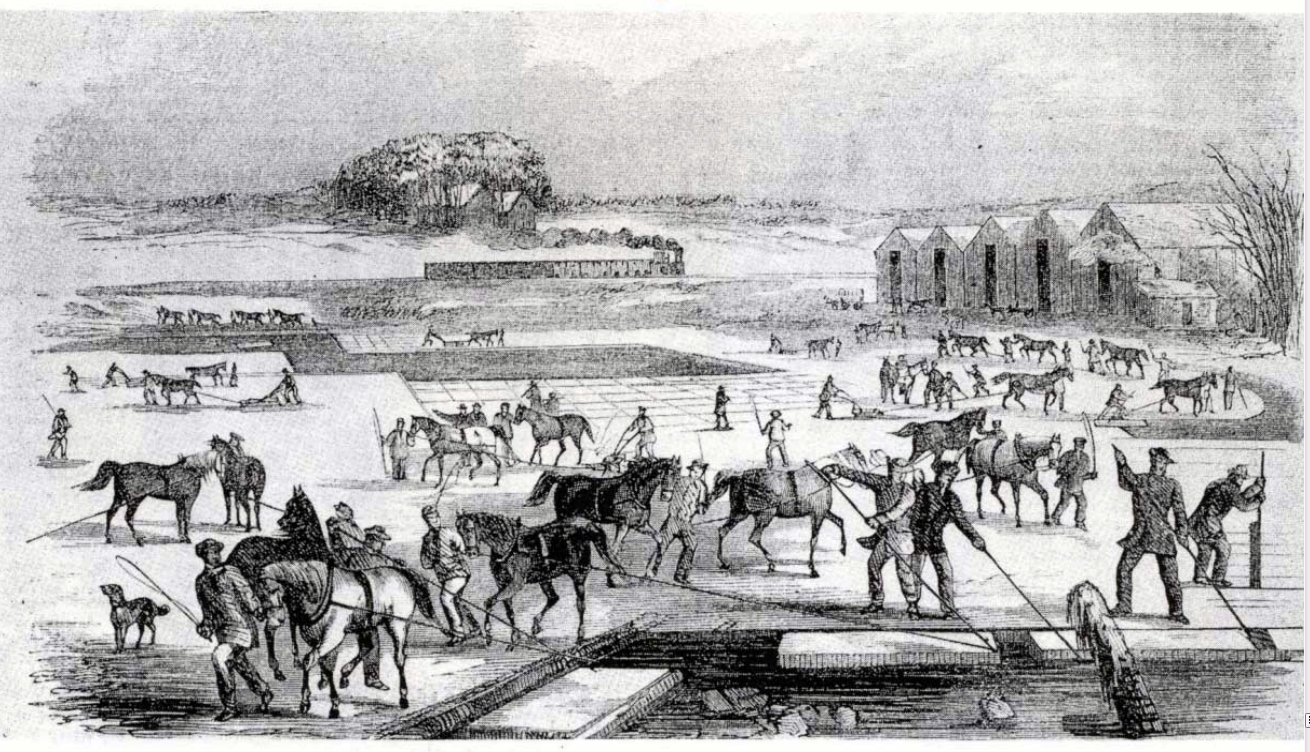
Железная дорога проложенная к местам заготовки льда в, Арлингтон, 1852 год

Торговля льдом в Новой Англии развивалась на протяжении с 1830-х и 1840-х годов, параллельно с развитием новых торговых путей появившихся в мире в это же время. Сулящим самую большую выгоду выглядел маршрут в Индию. В 1833 году Тьюдор объединился с бизнесменами Сэмуэлем Остином и Уильямом Роджером для доставки льда в Калькутту используя бригантину «Tuscany».
Британо-индийские элиты стали покупателями американского льда. Лёд продавался по 3 пенса за фунт (£0,8 в ценах 2010 года). Партия льда с первой бригантины дала $9 900 ($253 000 на 2010 год) прибыли. Тьюдор распорядился о регулярных поставках льда в Калькутту, Мадрас и Бомбей. В дальнейшем Тюдор был вынужден покинуть индийский рынок сбыта из-за колоссальных убытков понесённых им на инвестициях по торговле кофе на фьючерсной бирже.
Конкуренты Тюдора также хорошо освоили новый индийский рынок. В Калькутте на территории британского коммьюнити был выстроен большой ледник, в котором хранились большие запасы импортированного льда. Лёд повышал цену на охлаждённые фрукты и молочные продукты, которые пользовались спросом. Итальянские предприниматели пытались начать продажу в Калькутте льда поставляемого с Альп, но Тюдор применил свой монополистичный демпинговый механизм и быстро вытеснил их и прочих конкурентов с рынка. Калькутта оставалась особенно прибыльным рынком ещё многие годы. Тюдор в период с 1833 по 1850 годы получил на нём чистой прибыли более чем на $220 000 ($4 700 000 на 2010 год).
Новым рынком сбыта в 1834 году стала Бразилия. В тот год Тюдор отправил первое судно вместе с грузом яблок, что стало началом торговли льдом с Рио-де-Жанейро. Торговые суда Тюдора как правило возвращались в Северную Америку с грузом сахара, фруктов, позднее хлопка. Поставки льда из Новой Англии в австралийский Сидней начались в 1839 году.

### Рост потребления в США, 1850-60 годы

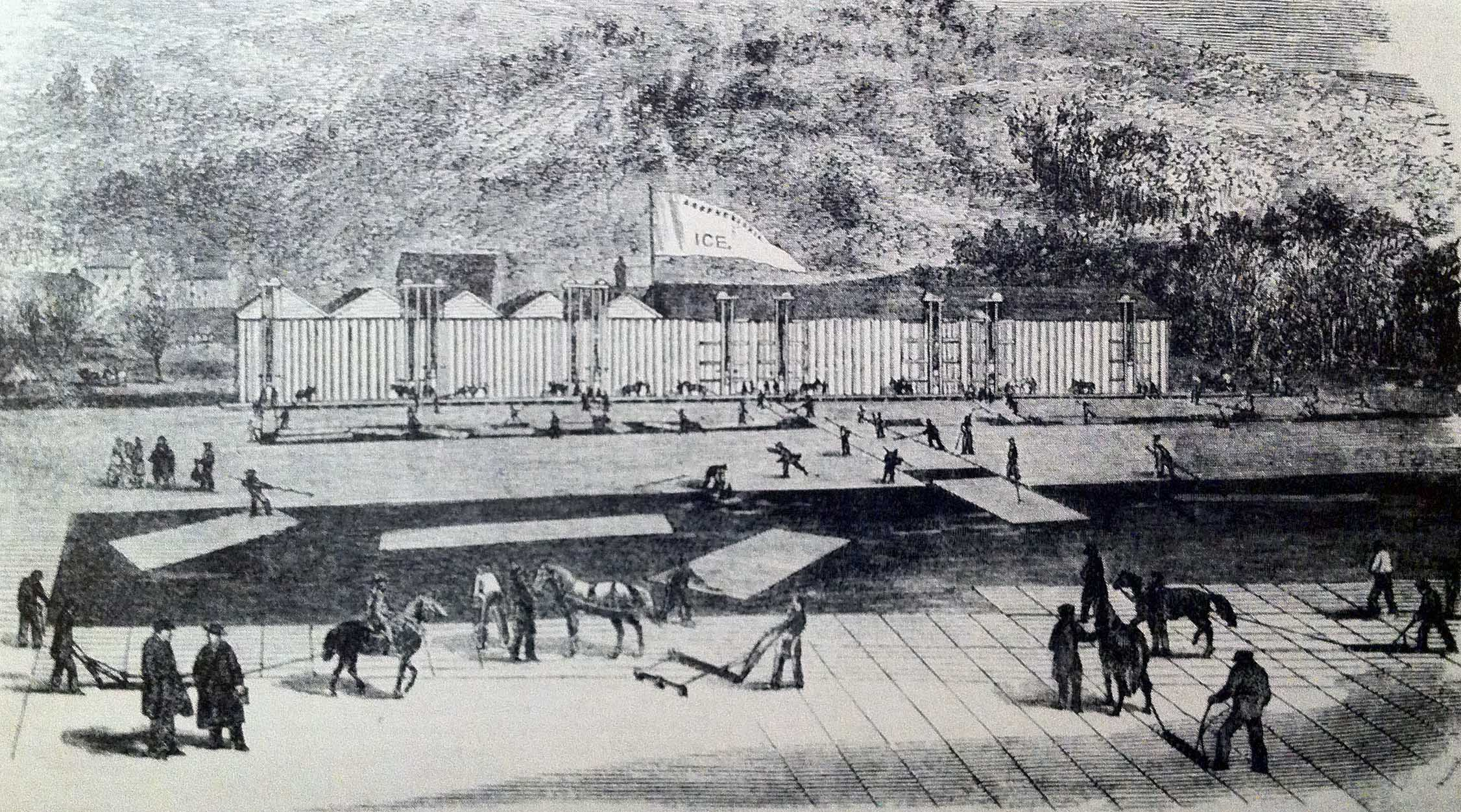
Склады льда в окрестностях Нью-Йорка. Видны грузоподъёмники, с помощью которых заполнялись ледники, 1852 год

50-е годы XIX столетия стали во многом переломными для данного сегмента торговли. Сама индустрия заготовки льда стала уже достаточно большой: в 1855 году ежегодный объём «ледяных» денег в американской экономике достигал 5—6 миллионов долларов (118—138 миллионов в ценах 2010 года), в хранилищах заготавливалось и хранилось примерно до двух миллионов тонн льда. К концу десятилетия основной рынок сбыта льда стал смещаться с заокеанских потребителей на внутренних. Этому способствовал рост численности жителей США, особенно в городах восточного побережья.
В 1850 годах в Калифорнии наступила «золотая лихорадка». Немалое количество разбогатевших американцев стало готово платить за ранее недоступные вещи. Компании Новой Англии отправили первый торговый караван, гружёный льдом и охлаждёнными яблоками, по морю в Сан-Франциско и Сакраменто. Рынок сбыта был налажен, но себестоимость доставки и поддержки бизнеса торговцы посчитали весьма значительной. Для её снижения лёд начали заказывать на Аляске, принадлежащей в то время России, по цене 75 долларов за тонну. Американо-российское торговое предприятие сформировалось в 1853 году в Сан-Франциско для снабжения западного побережья Америки льдом, поставляемым российско-американской компанией на Аляске. Российская компания обучала и нанимала алеутов, которые заготавливали лёд, а также строили лесопилки, на которых заготавливали опилки, позволявшие льду не таять дольше и улучшающие условия транспортировки охлаждаемой этим льдом рыбы. Стоимость этих работ сказывалась на себестоимости льда. Поэтому коммерсант М. Толлман основал конкурирующую компанию, которая начала заготавливать лёд на Пайлот Крик (англ. Pilot Creek) и доставлять его в Сакраменто, сбив цену на западном побережье до 2 центов за фунт.
США развивались в западном направлении. Поэтому вскоре в Огайо Хайрам Джой начал заготавливать лёд на Кристал-Лейк, вблизи Чикаго. Это предприятие скоро оказалось связанным с городом несколькими железнодорожными линиями. Лёд нашёл широкое применение в торговле. В Цинциннати и Чикаго начали использовать лёд для охлаждения мяса летом. Джон Л. Шули изобрёл первую упаковочную холодильню. Крупные магазины Чикаго начали хранить запасы фруктов в первых рефрижераторах, что позволяло сохраняться товару до более поздних сезонов. К 60-м годам XIX века лёд способствовал росту круглогодичных продаж охлаждаемого пива. Развитие железных дорог также способствовало росту бизнеса по продажам льда в регионе.

### Рост бизнеса, конкуренция, 1860-80 годы

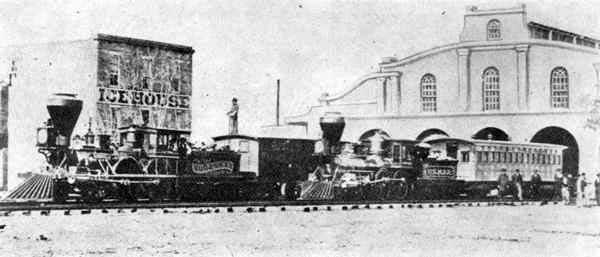
Ледник и железная дорога к нему, Algier, Луизиана, 1865 год

Международная торговля льдом продолжала развиваться во второй половине XIX века, но всё менее этот бизнес был завязан на американских коммерсантов из Новой Англии стоявших у первоисточников дела. Экспорт льда из США достиг пиковых значений к 1870 году, когда годовой оборот вышел на показатели заготовки и транспортировки в 65 802 тонны, что принесло $267 702 дохода ($4 610 000 в ценах 2010 года.). Одним из факторов ограничивающих рост бизнеса, стало медленное распространение льдохранилищ в Индии. Поставки льда из Новой Англии в Индию вышли на максимальные значения к 1856 году, когда кораблями было доставлено 146 000 тонн. Однако Восстание сипаев, начавшееся в 1857 году, обрушило рынок продажи льда в Индии. Гражданская война в США начавшаяся в 1861 году, также не могла не сказаться на торговле льдом. Эти события и появление первых эффективных предприятий способных производить искусственный лёд, позволили английскому бизнесу организовать International Ice Company в Мадрасе в 1874 году и Bengal Ice Company в 1878 году. Сотрудничая в Calcutta Ice Association, британские производители льда быстро вытеснили с рынка, начавших проигрывать им, поставщиков природного льда.
Торговля льдом не обошла и Европу. В 70-е годы XIX века сотни людей трудились на заготовке льда в Гриндельвальде в Швейцарии. Париж начал импортировать лёд в промышленных количествах начиная с 1869 года. Воспользовавшись растущим спросом, в ставший уже международным рынок торговли льда, вошла Норвегия, сфокусировавшись на поставках льда в Великобританию. Пробная поставка льда из Норвегии в Англию случилась ещё в 1822 году, но массовых поставок не осуществлялось до 50-х годов XIX века. В начале 1860-х норвежское озеро «Оппегор» было переименовано в «Wenham Lake» с целью недобросовестной конкуренции. Название ассоциировалось у потребителя с зарекомендовавшими себя поставщиками из Новой Англии. Так или иначе, поставки льда из Норвегии стабильно росли. Поставки норвежского льда в Англию способствовали развитию английских дорог, особенно линии связывающей порт Гримсби с Лондоном и отстроенной в 1853 году. Доступность льда позволяла теперь снабжать столицу свежей рыбой в несравненно бо́льших количествах, чем ранее.

## Добыча природного льда

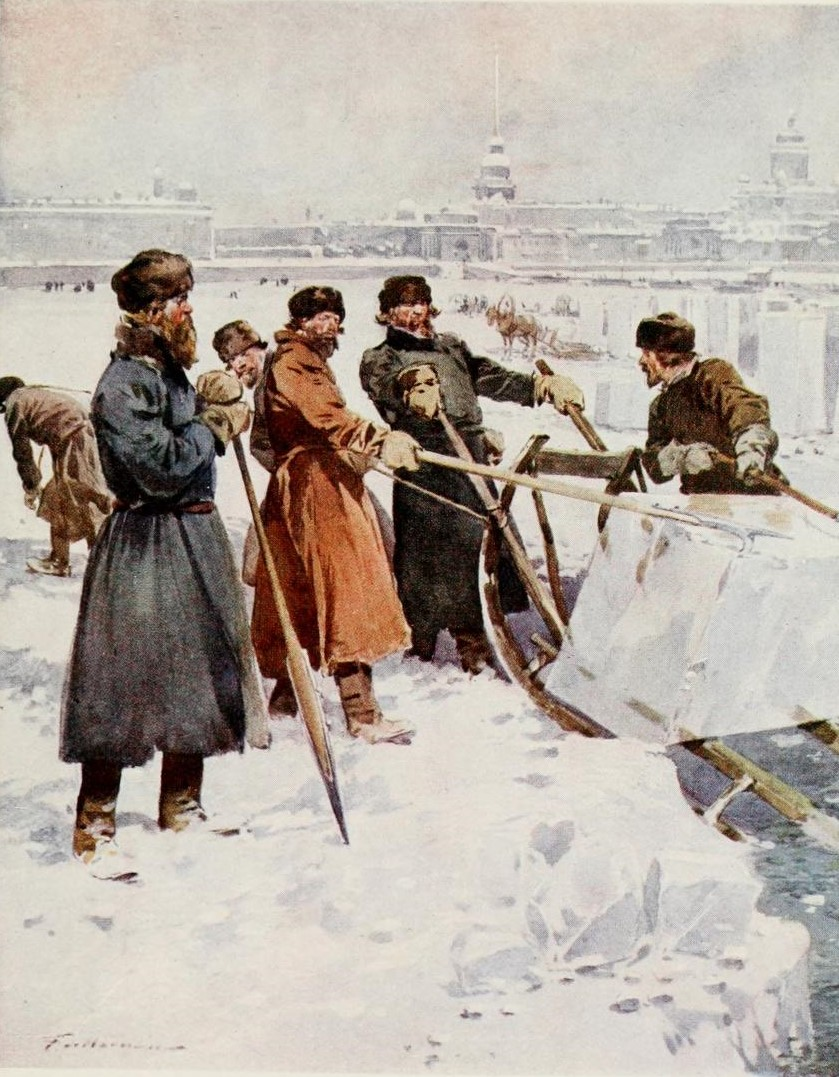
Фредерик де Ханен Резка льда на Неве (1913)